# Christy Award
Christy Award är ett litteraturpris i USA som delas ut varje år, med premiär år 2000, till de bästa kristna romanerna, romaner som specifikt behandlar kristna teman och världsbilder. Det innehåller bland annat ett pris för bästa debutroman. Andra genrer som kan få priset är spänningsromaner, nutida romaner, historiska romaner, science fiction och fantasy.
År 2021 lades Own Voice Award till för färgade kristna skönlitterära författare som använder sig av sina erfarenheter som färgade människor i sitt skrivande.